# Kolatan (Masallı)
Kolatan è un comune dell'Azerbaigian situato nel distretto di Masallı.   